# Albert López Sabater
Albert López Sabater ha estat practicant de l'halterofília i del submarinisme, i president de la Federació Catalana d'Activitats Subaquàtiques.
Com a destacat practicant de l'halterofília durant la seva joventut va ser vicepresident de la primera junta directiva de la Federació Catalana el 1967 sota la presidència de Jaume Figueras. Posteriorment, entre 1973 i 1974 va ser president en funcions i el 1977 va formar part de la junta directiva de la Federació Espanyola d'Halterofília. El 26 de novembre de 1970 va ser nomenat president de la Federació Catalana d'Activitats Subaquàtiques per la Delegación Nacional de Educación Física y Deportes càrrec que ocupà fins al 1972. Era soci del Centre de Recuperació i Investigacions Submarines de Barcelona (CRIS) i practicant de l'escafandrisme, va ser director de l'Escola Oficial d'aquesta especialitat del submarinisme a finals dels anys 60.